# Lionbridge
Lionbridge Technologies, Inc., более известна как Lionbridge — американская компания, один из лидеров в секторе локализации. Основана в 1996 году. Штаб-квартира в Уолтхэме (Массачусетс, США). Имеет также офисы более чем в 25 странах, в том числе в Польше, Ирландии, Великобритании, Франции, Индии, Японии, КНР и Бразилии.
Компания значительно увеличила свою долю на рынке услуг по локализации, завершив в сентябре 2005 года слияние с Bowne Global Solutions.
Среди клиентов, использующих аутсорсинговые услуги Lionbridge, такие компании как Google, Microsoft и Motorola.